# Beachhandball bei den South Asian Beach Games
Beachhandball ist Bestandteil der Multisport-Veranstaltung South Asian Beach Games. Diese wurden bislang nur einmal, 2011, ausgetragen.

## Männer
| 2011 Details | Hambantota, Sri Lanka | Pakistan Indien | keine Playoffs | Afghanistan | nicht vergeben | keine Playoffs | nicht vergeben |

### Platzierungen der männlichen Nationalmannschaften
| Nation         | 2011 |
| -------------- | ---- |
| Afghanistan    | 02   |
| Indien         | 01   |
| Nepal          | 05   |
| Pakistan       | 01   |
| Sri Lanka      | 04   |
| Teilnehmerzahl | 5    |

| Legende | Legende | Legende | Legende                                             |
| ------- | ------- | ------- | --------------------------------------------------- |
| 1       | 2       | 3       | Podest-Platzierungen                                |
| 4       | 4       | 4       | Halbfinalist                                        |
| 5 bis 8 | 5 bis 8 | 5 bis 8 | Viertelfinalisten                                   |
| T       | T       | T       | teilgenommen, aber keine Platzierungsspiele         |
| X       | X       | X       | Mannschaft zunächst gemeldet, aber nicht angetreten |